# Piccolo dodecicosidodecaedro
In geometria, il piccolo dodecicosidodecaedro è un poliedro stellato uniforme avente 44 facce - 20 triangolari, 12 pentagonali e 12 decagonali - 120 spigoli e 60 vertici.

## Coordinate cartesiane
Le coordinate cartesiane per i vertici del piccolo dodecicosidodecaedro sono date da tutte le permutazioni pari di:
{\displaystyle \left(\,\pm (1+2\varphi ),\,\pm 1,\,\pm 1\,\right)}
{\displaystyle \left(\,0,\,\pm (1+\varphi ),\,\pm (2+\varphi )\,\right)}
{\displaystyle \left(\,\pm \varphi ,\,\pm \varphi ,\,\pm (1+\varphi )\,\right)}
dove {\displaystyle \varphi ={\tfrac {1+{\sqrt {5}}}{2}}} è la sezione aurea.

## Poliedri correlati
Il piccolo dodecicosidodecaedro, spesso indicato con il simbolo U33, ha la stessa disposizione di vertici del piccolo dodecaedro troncato stellato e di due poliedri composti uniformi, ossia il composto di sei prismi petagrammici e il composto di dodici prismi petagrammici, mentre condivide la posizione degli spigoli con il rombicosidodecaedro, con cui ha in comune la disposizione delle facce triangolari e pentagonali, con il piccolo rombidodecaedro, con cui ha in comune la disposizione delle facce decagonali.
| Rombicosidodecaedro                  | Piccolo dodecicosidodecaedro        | Piccolo rombidodecaedro                |
| Piccolo dodecaedro troncato stellato | Composto di sei prismi petagrammici | Composto di dodici prismi petagrammici |

### Piccolo esacontaedro dodecacronico
Il piccolo esacontaedro dodecacronico è un poliedro stellato isoedro, nonché il duale del piccolo dodecicosidodecaedro, avente per facce 60 dardi, altrimenti detti aquiloni non convessi.
Dato un piccolo dodecicosidodecaedro di spigolo pari a 1, immaginando il piccolo esacontaedro dodecacronico come composto da 60 facce intersecanti a forma di dardo, come riportato nella figura sottostante, di cui solo una parte visibile all'esterno del solido, le facce risultanti hanno una coppia di angoli uguali di ampiezza pari a {\displaystyle \arccos({\frac {5}{8}}+{\frac {1}{8}}{\sqrt {5}})\approx 25,.242\,832\,961\,52^{\circ }}, e due angoli di ampiezza {\displaystyle \arccos(-{\frac {1}{8}}+{\frac {9}{40}}{\sqrt {5}})\approx 67,783\,011\,547\,44^{\circ }} e {\displaystyle 360^{\circ }-\arccos(-{\frac {1}{4}}-{\frac {1}{10}}{\sqrt {5}})\approx 241,731\,322\,529\,52^{\circ }}, con il rapporto tra lati lunghi e lati corti pari a {\displaystyle {\frac {7+{\sqrt {5}}}{6}}\approx 1.539\,344\,662\,92}.